# Jurij Chěžka
Jurij Chěžka (nach alter Rechtschreibung: Khěžka, deutsch Georg Keschke oder Keschka; * 22. Juli 1917 in Horka/Hórki; † im Oktober 1944 bei Kragujevac, Jugoslawien) war ein sorbischer Dichter. Er gilt als einer der ersten Vertreter der modernen sorbischen Poesie und fortschrittlichster Vertreter der sorbischen Literatur seiner Zeit.

## Leben
Der Sohn eines Steinarbeiters aus Horka besuchte ab dem Alter von zwölf Jahren das Erzbischöfliche Gymnasium in Prag und begann in der tschechoslowakischen Hauptstadt 1937 das Studium der Slawistik und Germanistik. Im Jahre 1939 wurde er in die Wehrmacht eingezogen; 1944 desertierte er in Jugoslawien und kam auf ungeklärte Weise ums Leben.

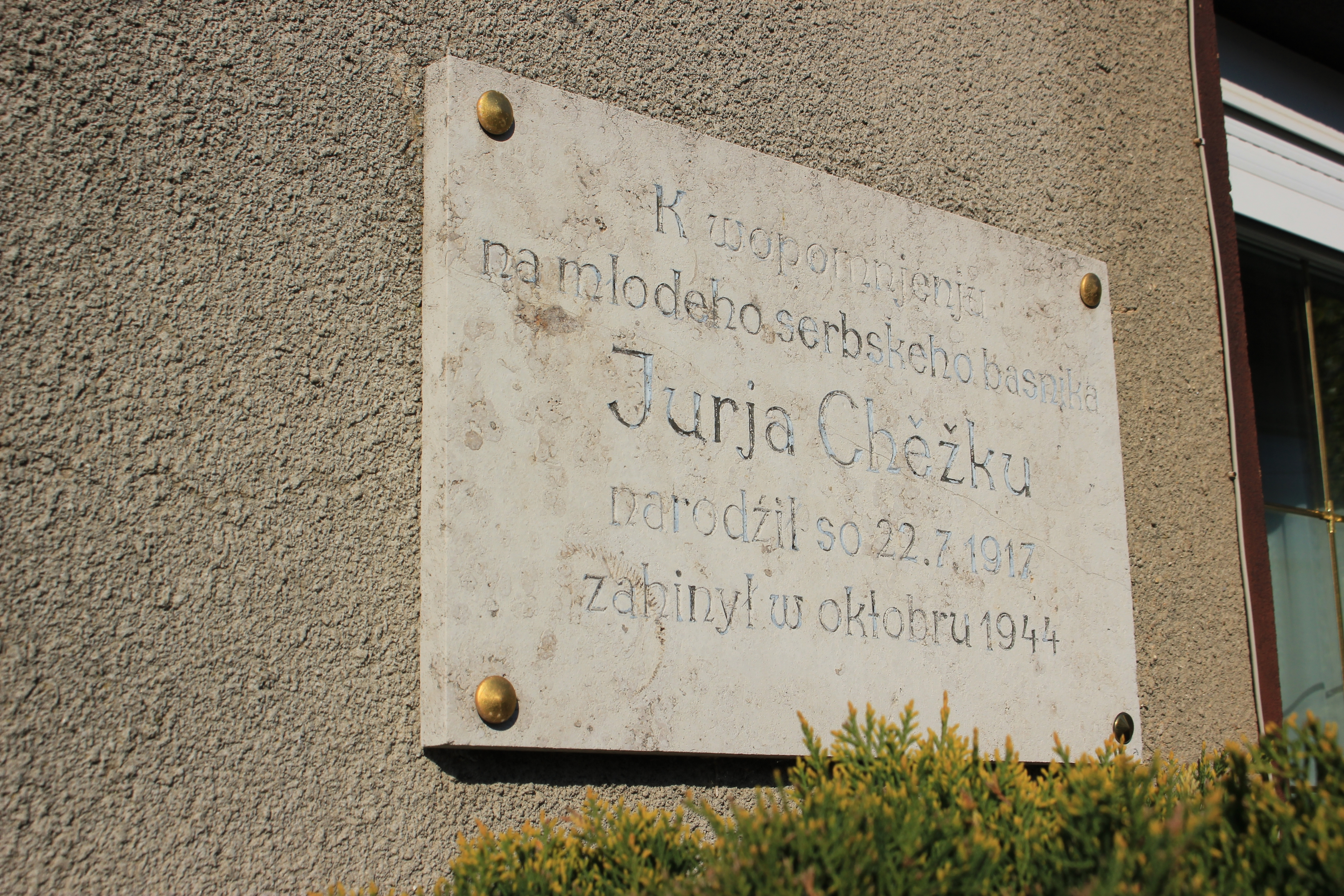
Gedenktafel in Horka

In seinem Geburtsort erinnert heute eine Gedenktafel an Chěžka. Die sorbische Grundschule in Crostwitz trägt seinen Namen.
Die Lyrikerin Róža Domašcyna ist seine Nichte.